# The Understanding
The Understanding (englisch für „Das Verständnis“) ist das zweite Studioalbum des norwegischen Elektronik-Duos Röyksopp, das im Juni 2005 erschien.

## Entstehung und Veröffentlichung
Die Erstveröffentlichung von The Understanding erfolgte zum Download am 22. Juni 2005 bei Parlophone in Frankreich. Zwei Tage später erschien das Album als CD-Ausführung bei Wall of Sound und Virgin Records (Katalognummer: 3114812). Das Album erschien in seiner Standardausführung mit zwölf Titeln sowie als Deluxeversion oder in der digitalen Ausführung mit 17 Titeln. Am 27. Juni 2005 erschien es erstmals als LP-Ausführung (Katalognummer: 3114811).
Geschrieben und produziert wurden die Lieder alle gemeinsam von den beiden Röyksopp-Mitgliedern Svein Berge und Torbjørn Brundtland. Nur bei dem Titel What Else Is There? bekamen sie beim Schreibprozess Unterstützung durch Karin Dreijer, Olof Dreijer, Roger Greenaway, Robert Huxley, Anthony Instone und Danny Shoshan.

## Titelliste
1. Triumphant – 4:20
2. Only This Moment – 3:55 (feat. Kate Havnevik)
3. 49 Percent – 5:11 (feat. Chelonis R. Jones)
4. Sombre Detune – 4:52
5. Follow My Ruin – 3:51
6. Beautiful Day Without You – 5:29
7. What Else Is There? – 5:17 (feat. Karin Dreijer Andersson)
8. Circuit Breaker – 5:24
9. Alpha Male – 8:11
10. Someone Like Me – 5:23
11. Dead to the World – 5:20
12. Tristesse Globale – 1:24

Bonustitel
1. Go Away – 3:53
2. Clean Sweep – 5:17
3. Boys – 4:45
4. Head – 5:03
5. Looser Now – 6:04

## Singleauskopplungen
| Jahr | Titel               | Höchstplatzierung, Gesamtwochen, AuszeichnungChartplatzierungen (Jahr, Titel, , Platzierungen, Wochen, Auszeichnungen, Anmerkungen) | Höchstplatzierung, Gesamtwochen, AuszeichnungChartplatzierungen (Jahr, Titel, , Platzierungen, Wochen, Auszeichnungen, Anmerkungen) | Höchstplatzierung, Gesamtwochen, AuszeichnungChartplatzierungen (Jahr, Titel, , Platzierungen, Wochen, Auszeichnungen, Anmerkungen) | Anmerkungen                                                           |
| Jahr | Titel               | DE | UK | NO | Anmerkungen                                                           |
| ---- | ------------------- | --- | --- | --- | --------------------------------------------------------------------- |
| 2005 | Only This Moment    | — | UK33 (3 Wo.)UK | — | Erstveröffentlichung: 27. Juni 2005 feat. Kate Havnevik               |
| 2005 | 49 Percent          | — | UK55 (2 Wo.)UK | — | Erstveröffentlichung: 26. September 2005 feat. Chelonis R. Jones      |
| 2005 | What Else Is There? | DE76 (9 Wo.)DE | UK32 (8 Wo.)UK | NO4 (8 Wo.)NO | Erstveröffentlichung: 21. November 2005 feat. Karin Dreijer Andersson |

## Rezeption
Wie schon bei Melody A.M. wurden die Stücke von The Understanding auf breiter Front in der Fernsehwerbung und in Computerspielen eingesetzt.
Circuit Breaker und Only This Moment wurden in einer Episode der Verbraucher-Sendung Rabatten des dänischen Radios verwendet. Follow My Ruin war Bestandteil des Soundtracks zu FIFA 06, der 2005er Ausgabe des Fußballcomputerspiels von EA Sports. What Else Is There? wurde von O2 in einer Fernsehwerbung in der Tschechischen Republik 2007 und in der Slowakei 2008 eingesetzt. Lieder wurden verwendet in den Filmen Cashback (2006) und Meet Bill (2007). Eine remixte Version von What Else is There? konnte man in einer Episode der populären HBO-TV-Serie Entourage hören.

## Kommerzieller Erfolg

### Chartplatzierungen
| ChartsChartplatzierungen     | Höchstplatzierung | Wochen |
| ---------------------------- | ----------------- | ------ |
| Deutschland (GfK)            | 41 (5 Wo.)        | 5      |
| Norwegen (IFPI)              | 1 (35 Wo.)        | 35     |
| Österreich (Ö3)              | 60 (3 Wo.)        | 3      |
| Schweiz (IFPI)               | 18 (8 Wo.)        | 8      |
| Vereinigtes Königreich (OCC) | 13 (8 Wo.)        | 8      |

### Auszeichnungen für Musikverkäufe
| Land/Region                  | Auszeichnungen für Musikverkäufe (Land/Region, Auszeichnung, Verkäufe) | Verkäufe  |
| ---------------------------- | ---------------------------------------------------------------------- | --------- |
| Europa (Impala)              | Gold                                                                   | (100.000) |
| Vereinigtes Königreich (BPI) | Gold                                                                   | 100.000   |
| Insgesamt                    | 2× Gold ·                                                              | 100.000   |